# Lods
Lods település Franciaországban, Doubs megyében. Lakosainak száma 244 fő (2022. január 1.). Lods Lavans-Vuillafans, Mouthier-Haute-Pierre, Vuillafans és Les Premiers-Sapins községekkel határos.

## Népesség
A település népességének változása:
| Lakosok száma | 380  | 337  | 284  | 251  | 225  | 224  | 219  | 223  | 224  | 244  |
|               | 1968 | 1982 | 1990 | 2006 | 2013 | 2015 | 2017 | 2019 | 2020 | 2022 |